# Apriłci
Apriłci (bułg. Априлци) – miasto w północnej Bułgarii, w obwodzie Łowecz. Jest to centrum administracyjne gminy Apriłci.

## Geografia
Miasto leży na obszarze górzystym, w szerokiej dolinie u podnóża najwyższego szczytu Starej Płaniny – Botewa.

## Historia
Aprici jest miastem powstałym w wyniku połączenia czterech dużych wiosek, które są obecnie jego dzielnicami: Nowo Seło, Zła Reka, Widima i Ostrec. Połączenie nastąpiło w 1976 roku.

## Gospodarka
Gospodarka Arpiłci opiera się na turystyce, a także rolnictwie.